# Diomocoris ostiolum
Diomocoris ostiolum är en insektsart som beskrevs av Alan C. Eyles 2000. Diomocoris ostiolum ingår i släktet Diomocoris och familjen ängsskinnbaggar. Inga underarter finns listade i Catalogue of Life.